# 松平忠倫 (戦国時代)
松平 忠倫（まつだいら ただとも、生年不詳 - 天文16年（1547年））は、戦国時代の武将。通称三左衛門。佐々木松平家松平信次は弟か 。

## 略歴
長沢松平家の庶流で、佐々木城、上和田城（共に愛知県岡崎市）城主。天文9年（1540年）頃より織田信秀に内通し、松平広忠に逆心した。
『三河物語』によれば、天文16年（1547年）、松平広忠方の筧重忠とその弟筧正重（助太夫）に暗殺された。また、松平三左衛門と忠倫は別人だとする説もある。